# ТКБ-072
ТКБ-072 (от Тульское Конструкторское Бюро, образец № 072) — опытный советский автомат под опытный патрон 5,6 мм. Разработан Г. А. Коробовым в ЦКИБ СОО во второй половине 1960-х годов.

## История создания
В 1965 году Министерство обороны СССР приняло решение о создании автомата калибра 5,6 миллиметров. А уже в следующем году дано задание на создание оружия.
За дело взялся конструктор Герман Александрович Коробов, который начал проводить баллистические испытания. На основе их он делает вывод: чтобы добиться необходимой кучности, нужно создать двухтемповый автомат.
В 1967 году Коробов создал первый в мире двухтемповый автомат с обозначение ТКБ-072 (Тульское Конструкторское Бюро, образец № 72). В 1968 году Коробову выдали авторское свидетельство на автомат со сбалансированной схемой автоматики. ТКБ-72 стал участвовать в конкурсе на новый 5,45 автомат для Вооружённых сил СССР. В 1974 году стал известен победитель — АК-74, этот автомат победил несмотря на недостаток, унаследованный от АК-47 и АКМ: низкую кучность стрельбы очередями из неустойчивых положений
На базе ТКБ-072 был создан вариант ТКБ-072-1 и автомат ТКБ-0111.

## Комментарии
1. ↑  Не следует путать с охотничьим патроном 5,6 × 39 мм